# Diceromerus
Diceromerus is een geslacht van kevers uit de familie van de loopkevers (Carabidae). De wetenschappelijke naam van het geslacht is voor het eerst geldig gepubliceerd in 1872 door Chaudoir.

## Soorten
Het geslacht Diceromerus omvat de volgende soorten:
- Diceromerus insularis (Tschitscherine, 1899)
- Diceromerus orientalis (Motschulsky, 1859)